# United States Dressage Federation
L'United States Dressage Federation, en français fédération de dressage des  États-unis, ou USDF, est le membre national américain pour le sport équestre du dressage. Placée sous l'autorité de l'USEF, cette Fédération s'engage pour l'éducation, la reconnaissance, la réussite et de la promotion du dressage aux États-Unis. 
Fondée en 1973, l'USDF a maintenant plus de 33 000 membres. Il propose des prix de fin d'année pour tous les niveaux de la compétition, ainsi que les différentes races de chevaux, juniors, jeunes cavaliers et adultes amateurs.
L'USDF dispose également d'un instructeur du programme de certification, et offre de nombreux stages pour les cavaliers de dressages de tous niveaux.